# چشمه شهر گهرو

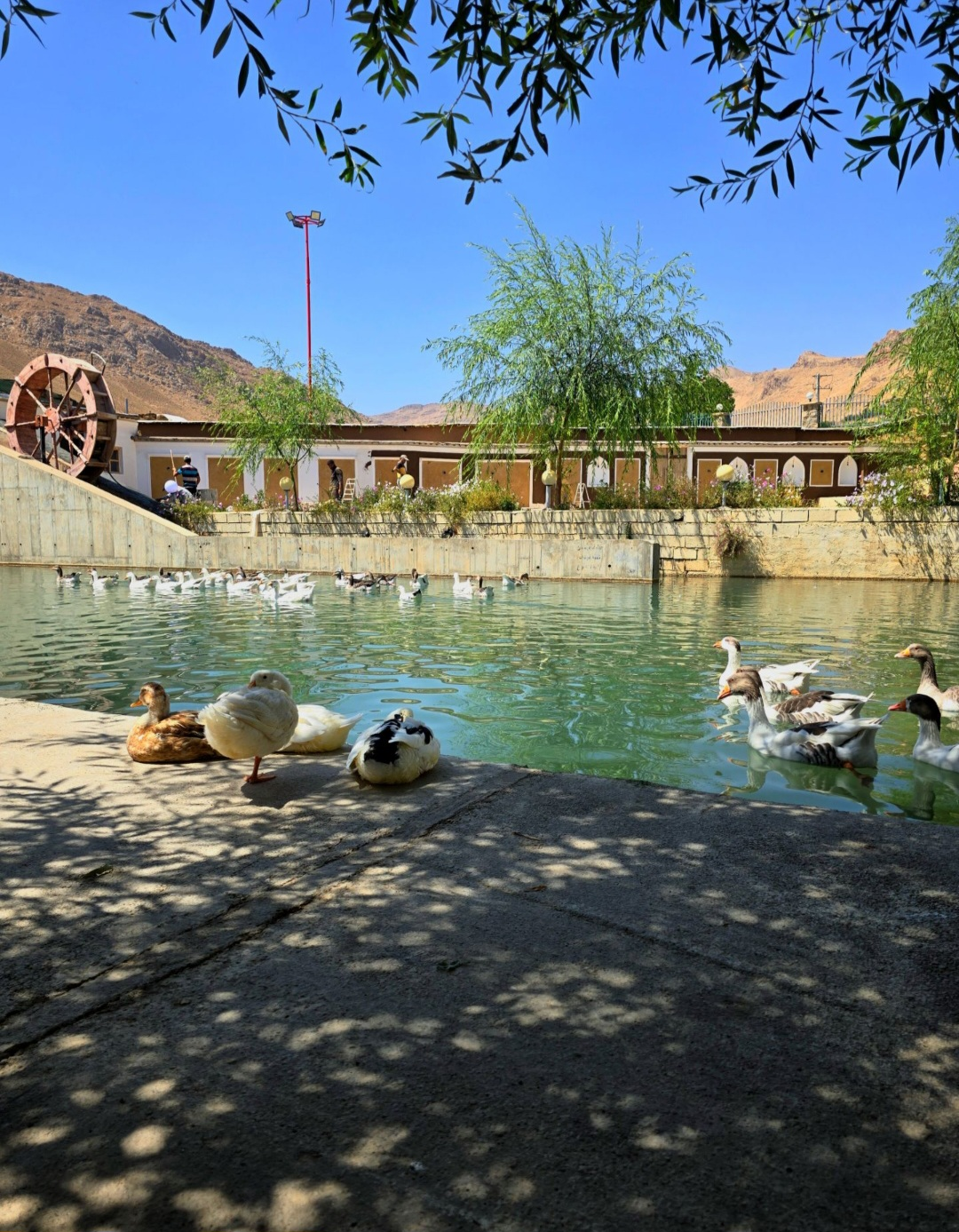
چشمه شهر گهرو

چشمه ای با آب دائمی واقع در ۳ کیلومتری شهر گهرو ، از توابع شهرستان کیار ، استان چهارمحال و بختیاری که  به صورت یک چشمه طبیعی دارای کیفیت آب آشامیدنی است. این چشمه طبیعی در ابتدای مسیر دالان بهشت شهر گهرو از سمت شهرک زِوِردگان قرار دارد وسرچشمه اصلی باغ ها و مزارع شهر گهرو ، روستای حاجی آباد و تا حدودی روستای جعفرآباد است.این چشمه از جاذبه‌های طبيعی و گردشگری شهر گهرو می باشد.

## موقعیت جغرافیایی:
سرچشمه های گهرو در شهرستان کیار، استان چهارمحال و بختیاری واقع شده است. این سرچشمه ها در نزدیکی شهر گهرو و در دامنه کوه های زاگرس قرار دارند.

## ویژگی‌ها:
- نوع جاذبه: طبیعی
- تعداد چشمه ها: دائمی ۴ عدد ، فصلی متغیر تا ۹ عدد
- میزان آبدهی:  ۴ میلیون مترمکعب سالیانه
- کیفیت آب: زلال و آشامیدنی
- مناظر: کوهستانی، جنگلی، دشت‌های سرسبز
- پوشش گیاهی: جنگل‌های انبوه، درختان بلند و تنومند، گل‌های وحشی و درختان گردو ، انگور و بادام

## امکانات و خدمات:
- اقامتگاه: چندین اقامتگاه بوم‌گردی در نزدیکی سرچشمه های گهرو وجود دارد.
- غذا: رستوران‌های محلی در شهر گهرو غذای محلی ارائه می‌دهند.
- امکانات تفریحی: پیاده‌روی، جنگل‌نوردی، کوهنوردی، عکاسی

## راه‌های دسترسی:
- با خودرو: از طریق جاده شهرکرد به ناغان به سمت گهرو حرکت کنید. پس از عبور از گهرو در مسیر تالاب چغاخور قرار دارد.
- با اتوبوس: از ترمینال‌های تهران و سایر شهرهای ایران اتوبوس‌های مستقیم به شهرکرد وجود دارد. سپس با اتوبوس یا تاکسی به گهرو بروید.

## جاذبه‌های گردشگری:
- تالاب بین‌المللی چغاخور: در نزدیکی گهرو واقع شده است.
- دالان بهشت شهر گهرو : در مسیر  چشمه گهرو واقع شده است.
- آبشار دره‌عشق: در نزدیکی گهرو واقع شده است.
- منطقه حفاظت شده سبزکوه: در نزدیکی گهرو واقع شده است.
- قلعه امیر مفخم بختیاری: در نزدیکی گهرو واقع شده است.

## نکات زیست محیطی:
- برای رفتن به سرچشمه های گهرو، لباس و کفش مناسب پیاده‌روی به همراه داشته باشید.
- در فصل‌های سرد سال، لباس گرم به همراه داشته باشید.
- از ریختن زباله در طبیعت خودداری کنید.

1. ↑  هادی، سمیرا (۲۰۱۹-۰۶-۱۱). «جاذبه های گردشگری گهرو». معرفی جاهای دیدنی ایران و جهان. دریافت‌شده در ۲۰۲۴-۰۹-۱۳.